# Koreansk rosenrot
Koreansk rosenrot (Rhodiola angusta) är en fetbladsväxtart som beskrevs av Takenoshin Nakai. Rhodiola angusta ingår i släktet rosenrötter, och familjen fetbladsväxter. Inga underarter finns listade i Catalogue of Life.